# Ingo Cesaro

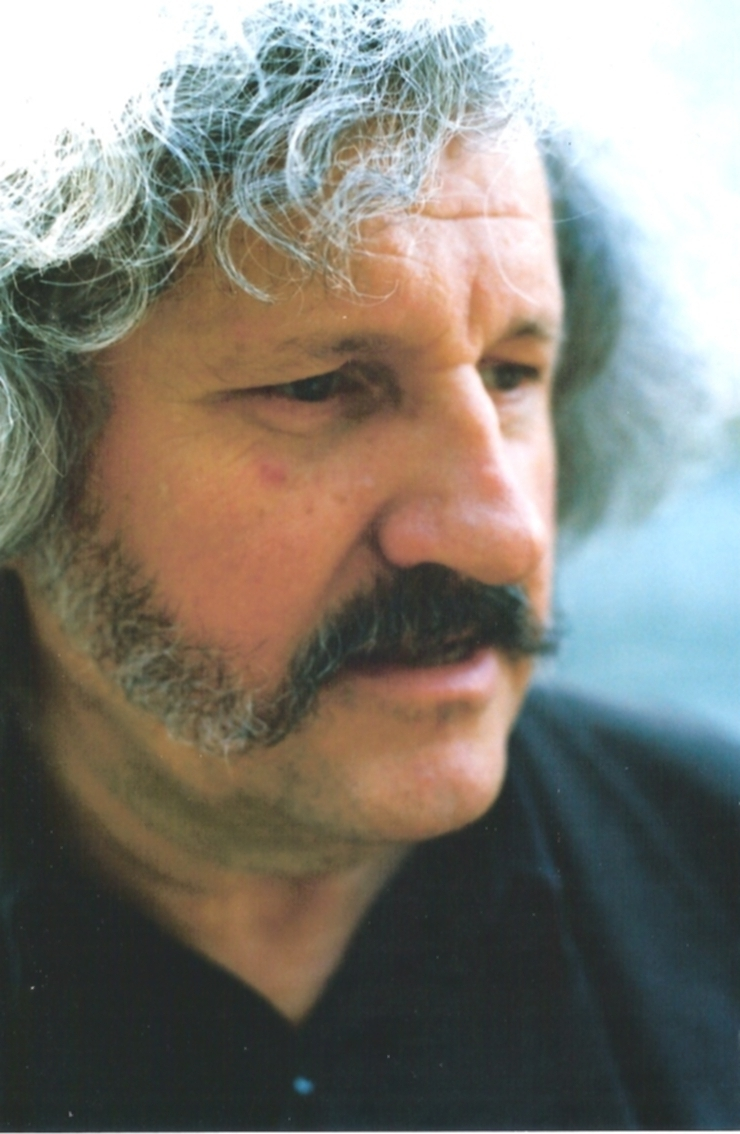
Ingo Cesaro

Ingo Cesaro (* 4. November 1941 in Kronach, Oberfranken) ist ein deutscher Schriftsteller. Er publiziert dreizeilige Texte im  Silbenformat 5-7-5 im eigenen Verlag und mit der eigenen Buchdruckerei. Er wohnt in seinem Geburtsort Kronach.

## Leben
Ingo Cesaro lebte bis 1960 in Kronach, besuchte dort die Volksschule und lernte anschließend drei Jahre Industriekaufmann. Ab 1960 war er als Exportkaufmann und anschließend als Verwaltungsleiter in einem amerikanischen Unternehmen tätig. Er besuchte die Abendschule und studierte anschließend zwei Semester an der Akademie für Welthandel in Frankfurt. Ab 1975 war er wieder in Kronach als Verwaltungsleiter tätig. Als Hans Otfried Dittmer in den siebziger Jahren eine Reihe von in der damaligen Alternativszene prominenten Personen wie Wolfgang Fienhold und Volker Zotz zusammenführen und für seine Verlagsedition Dittmer gewinnen konnte, gehörte auch Ingo Cesaro zu seinen Autoren. Von 1982 bis 1984 ließ sich Cesaro in einem Studium als Praktischer Betriebswirt ausbilden. Seit 1989 arbeitet er als freier Schriftsteller, Publizist und Kulturmanager.

## Arbeitsschwerpunkte
Aus der Zusammenarbeit Ingo Cesaros mit Malern und Grafikern entstanden bibliophile Editionen, Künstlerbücher, Grafik-Text-Mappen, Grafik-Text-Kalender, Einzelblattdrucke und Ausstellungs-Projekte. Zusammen mit Komponisten und Musikern betreibt er Projekte wie Jazz & Texte, minimalmusik & Dreizeiler, Vertanzte Gedichte und Saxophon & Lyrik.
Er benutzt die einzige mobile Handpresse, wie sie aus der Zeit Gutenbergs bekannt war, im deutschsprachigen Raum. Er betreibt Literatur-Werkstätten vor allem mit Schülern, Jugendlichen, behinderten Menschen (auch integrierte Projekte) und Erwachsenen. Neben der Schreibwerkstatt hat er eine altertümliche Setz- und Druckwerkstatt. Da seine Handpresse mobil ist, entstehen alle Ergebnisse unterwegs, es besteht keine Werkstatt in Kronach. Die Zusammenarbeit ist besonders mit Schulen und Bildungsinstitutionen sehr differenziert. Er ist ständig mit der alten Handpresse unterwegs zu Arbeits- und Projektgruppen, die er initiiert oder auch organisiert. Bei Workshops entstehen Gedichte, die sofort gesetzt und gedruckt werden.
Als Schriftsteller widmet sich Cesaro vor allem der Lyrik und besonders den Kurzgedichten im dreizeiligen Silbenformat 5-7-5. Die bibliophilen Ausgaben seiner Literatur gelten, da häufig von Künstlern mitgestaltet, auch überregional als Förderung der Kunst. In seiner Heimatstadt Kronach gilt Cesaro, der dortselbst unzählige Kunst- und Literaturaktionen organisierte und veranstaltete, als kritischer Kopf.

## Kulturelle Projekte
Seit über dreißig Jahren organisiert Cesaro in Kronach und darüber hinaus Ausstellungs-Projekte, z. B. mit Caspar Walter Rauh, Christoph Meckel, Günter Grass (Oktober 2007: Dummer August mit Lithografien zum Gedichtband Dummer August und Beim Häuten der Zwiebel). Mittlerweile hat er die 15. Ausstellung mit grafischen Arbeiten von Günter Grass überwiegend in Süddeutschland, aber auch in Wolfsburg, organisiert.
- Außerdem Ausstellungs-Projekte zum Thema Engel und Tschernobyl zum 10. und 20. Jahrestag des Super-Gaus.
- Lesereihe z. B. mit Martin Walser, Christoph Meckel, Walter Kempowski, Wolfgang Bächler, Ulrich Plenzdorf, Reiner Kunze, Sarah Kirsch, Brigitte Kronauer, Günter Grass.

Zusammen mit der vhs Autoren im Gespräch unter anderen mit Herbert Heckmann, Fitzgerald Kusz, Gerhard C. Krischker, Jochen Jobe.
- Für den KIWANIS-Club Kronach-Frankenwald die Reihe Osterweiterung mit Josef Hrubý (Tschechien), Jaroslav Vejvoda (Tschechien), Jan Lenco (Slowakei), Marton Kalasz (Ungarn)
- Anlässlich der Tausend-Jahr-Feier (2003) organisierte Cesaro für seinen Geburts- und Wohnort Kronach tausend Gedichte von Autoren aus dem gesamten deutschsprachigen Raum, die über das gesamte Stadtgebiet verteilt zu lesen waren. Die örtlichen Medien meinten „Das Ufer der Haßlach im tausendjährigen Kronach schmückt sich damit ebenso wie seine Gassen und Plätze; und die Aufgänge zur Festung haben sich in eine regelrechte Literaturmeile verwandelt.“ Per Post und per Internet gingen bei Ingo Cesaro annähernd 3500 Haiku-Gedichte aus über 30 Ländern der Erde ein.[2] Auch aus dem Ursprungsland der Haiku, Japan, erreichten Cesaro Texte für das Tausend-Jahr-Spektakel (Hukuko Kawasaki, Osaka).
- Im Dezember 2018 führte Cesaro das Literaturprojekt „Demokratie leben“ für Gymnasien und Realschule durch. Im gleichen Jahr initiierte er das „mail art-Projekt 2019“ für Schwabach und den „Vogelscheuchen-Wettbewerb“ mit dem 14. Mitwitzer Künstlermarkt.[3]

### Weitere Projekte von Ingo Cesaro
- Konzeption des altstadt-forums Kronach mit Altstadt-Edition
- oberfränkische tendenzen I, II und III in Kulmbach
- Leitung Galerie EINblicke, Kronach
- Internationaler Vogelscheuchen-Wettbewerb (weltgrößter) 1996
- Initiator des Lucas-Cranach-Preises der Stadt Kronach
- Internationale Schul-Projekte LUKAS No.eins und zwei
- Internationaler Windmaschinen-Wettbewerb 1997
- 25 × Litera-Tour, Wanderung mit Lesungen während der Halts
- Kunstmesse ARTkronach, 2006 Nummer 26
- Mobile JugendKUNSTschule Weißenbrunn
- Mitwitzer Künstler-Markt
- Internationales Kunst-Projekt HolzART X, 2007
- Lauensteiner Werkstätten, jährlich auf Burg Lauenstein (Frankenwald), seit 1996

## Kritiken
- Von Günter Grass wurde Cesaro der „wunderbare Ingo“ und „Bruder im Geiste“ genannt – sowie als „einer der wenigen kreativen Verrückten, auf die wir angewiesen sind zwischen so vielen Normalbürgern“[4].
- Das Coburger Tagblatt (7. August 2003; S. 10) nennt Cesaro den „unermüdlichen Kultur-Organisator und Kulturvermittler“.
- Die NEUE PRESSE (Nordhalben) nennt Cesaros Texte „minimalistisch, pointiert konzentriert“ (10. Mai 2006, S. 19).

## Preise
- 1971 Reisestipendium des Schriftstellerverbandes
- 1979 Rosenthal-Lyrik-Preis
- 1981 Erzählerwettbewerb des Ostdeutschen Kulturrates
- 1982 Preis für christliche Kurzprosa
- 1986 Hafiziyeh-Literaturpreis für Lyrik
- 1987 Jörg-Scherkamp-Lyrik-Preis
- 1996 Großer Kulturpreis des Landkreises Kronach
- 2000 Förderpreis der Deutschen Haiku-Gesellschaft
- 2001 Ehrenmedaille der Stadt Kronach (abgelehnt)
- 2007 Preisträger beim Göttinger Lyrik-Wettbewerb
- 2012 2. Preis Nordhessischer Literaturpreis
- 2012 Goldene Ehrenmedaille der Cranach-Stadt Kronach
- 2012 Künstler des Monats der Metropolregion Nürnberg

## Mitgliedschaften
- Seit 1975 Deutscher Schriftstellerverband Hessen, jetzt ver.di
- 1976 Regensburger Schriftstellergruppe International
- 1976 Europäische Autorenvereinigung DIE KOGGE
- 1980 Deutschschweizer P.E.N.
- 1982 Neue Gesellschaft für Literatur Erlangen
- 1988 Deutsche Haiku-Gesellschaft
- Gesellschaft für zeitgenössische Lyrik[5]

## Werke

### Gesammelte Texte
Das literarische Werk, Bibliografisches Verzeichnis; herausgegeben von Gisela Gülpen; sechste und erweiterte Auflage, Stichtag 31. Dezember 2006

### Einzelveröffentlichungen
| - Vom nächsten Mittag, München-Würzburg-Wien 1966 - Verdauungsschwierigkeiten, Trier 1975 - Kurzer Prozess, Leverkusen 1976 - Weiße Raben, Bergen NH/Niederlande 1976 - Kunstflieger, Hanau 1977 - Ausweitungen, Scheden: Verlagsedition Dittmer 1978 - Amortisation, Trier 1978 - Zeichensprache, Hanau 1979 - Schutzimpfung, Bergen NH/Niederlande 1980 - Franken, Frankfurt/Main 1980 - Der Goldfisch im Glas redet und redet, München 1981 - Annäherungen, Hanau 1981 - Brief in die Provinz, Bergen NH/Niederlande 1983 - Der einbeinig schwimmende Nichtschwimmer, Hersbruck 1984 - Poesiewürfel, Coburg 1985 - Wortlandschaften & Wasserbilder, Kronach 1985 - Kuh Marie Geschichten, Kreuzlingen/Schweiz 1986 - Kulturbeutel, Bochum 1986 - Erinnerungen, Stuttgart 1987 - Hexenjagd, Dreieich 1987 - Haiku, Bludenz/Austria 1988 - Ginkgo-Senryu, Bludenz/Austria 1988 - Wölfe im Garten, Bludenz/Austria 1988 - Fai kaa Gewaaf, Kronach 1988 - Träumereien, Kronach 1989 - Ein einsamer Rekord, Bludenz/Austria 1989 - Auf der Rückseite der Schatten, Kronach 1989 - Moses oder das Schweigen des Papageis, Bad Friedrichshall 1989 - 3-Zeiler, Bad Friedrichshall 1989 - Schattenraben, Bludenz/Austria 1989 - Dreizeiler, Bludenz/Austria 1989 - Schwarzarbeit, Bludenz/Austria 1990 - Schattenbild, Bludenz/Austria 1990 - Überdruck, Bludenz/Austria 1990 - Klimawechsel, Bludenz/Austria 1990 - Sitzend überleben, Bludenz/Austria 1990 - Gedichte, Schwabach 1990 - Unter gelben Flügeln, Bludenz/Austria 1990 - Henry, Bludenz/Austria 1990 - Hoffnungsfäden, Dreieich 1990 - Dass mir der Atem stockt, Bludenz/Austria 1990 - Mexico nähert sich, Bad Friedrichshall 1990 - Fernweh, Bludenz/Austria 1990 - Über die Gründe, Bludenz/Austria 1991 - Vogelscheuchiges, Bludenz/Austria 1991 - Haiku, Kulmbach 1991 - Was ich mir noch wünschen möchte, Bludenz/Austria 1991 - Papstfinken, Kronach 1991 - Landstriche, Bludenz/Austria 1992 - Landstriche mit Vogelscheuchen/Grautspüüwl Geschichten, Bludenz/Austria 1992 - Erinnerungspläne, Bludenz/Austria 1992 - Vogelhaft, Bludenz/Austria 1993 - Lebenszeichen, Bludenz/Austria 1993 - Zehn 3-Zeiler, Üchtelhausen 1993 - Schlafliederzeit, Alfeld 1993 - Jeder Fremde, Bludenz/Austria 1994 - Schafsherz, Bludenz/Austria 1994 - Die Musik der Poesie, Bludenz/Austria 1994 - Die Kuh Marie, Garching 1994 - Nachrichten für Wenige, Bludenz/Austria 1995 - Die Papageienfeder, Berlin 1996 - Fischblut, Bludenz/Austria 1996 - Fischblut, Bern/Schweiz-München 1996 - Zehen – ess erodischsda, Bludenz/Austria 1996 - Nur Prinzen wagen einen Blick, Bludenz/Austria 1996 - Die Eroberung der Stille, Bludenz/Austria 1996 - Armes Dornröschen, Kronach 1996 - Schmetterlingsflügel, Kronach 1996 - Uferwärts, Kronach 1996 - Auf einem Bein, Bludenz/Austria 1996 - Zwischen den Lippen geträumt, Bludenz/Austria 1997 - Zwischen den Lippen geträumt, Berlin 1997 - Es brennt nicht der Engel, Bayreuth 1997 - Mein Süden liegt so weit im Osten, Mainaschaff 1997 - Patagonien, Bludenz/Austria 1997 - Haiku, Mainaschaff 1997 - Das Schweigen besetzt, Bludenz/Austria 1998 - Verhallte Schritte, Berlin 1998 - Rettungsringe, Kronach 1998 - In Augenhöhe, Bludenz/Austria 1998 - Auch noch nach Jahren, Halle 1998 - Beweis, Kronach 1998 - Schlaflose Nächte, Pocking-Hartkirchen 1998 - Den Zugvögeln nach, Horn/Austria 1999 - Treibgut, Rausdorf 1999 - In heißen Hinterhöfen, Berlin 1999 - 11 Dreizeiler, Berlin 1999 - Mein Schatten bricht aus, Bludenz/Austria 1999 - Flugversuche im Osten der Krähenschreie, Mainaschaff 1999 - Die Papageienfeder, Berlin 1999 - Wie ein Frauenkörper, Bludenz/Austria 1999 - Das Meer ist nicht blau, Berlin 1999 - Vom Sofa aus, Bludenz/Austria 1999 - Geduld, Bludenz/Austria 1999 - Mit den Fingern schreiben, Bludenz/Austria 1999 - Kein Schlüssel, Bludenz/Austria 1999 - Wie der Wind, Bludenz/Austria 1999 - Zwischen den Ozeanen, Bludenz/Austria 1999 - Geheimnisse, Bludenz/Austria 1999 - Dich löchern, Bludenz/Austria 1999 - Sand auf der Zunge, Bludenz/Austria 1999 - Markierung, Bludenz/Austria 1999 - Mondvogel, Bludenz/Austria 1999 - Ach Vincent, Bludenz/Austria 1999 - Ohne Zauberkraft, Bludenz/Austria 1999 - Wassersteine, Bludenz/Austria 1999 - Vom Gewicht der Stille, Bludenz/Austria 1999 - Ungeöffnete Bücherkisten, Bludenz/Austria 1999 - Verfangen, Bludenz/Austria 1999 - Stoßgebete, Bludenz/Austria 1999 - Verrat, Bludenz/Austria 1999 - Vieldornig, Bludenz/Austria 1999 - Gegen das Echo der Stille, Bludenz/Austria 1999 - Alter Mörtel, Bludenz/Austria 1999 - Der Geschwindigkeit ergeben, Bludenz/Austria 1999 - Krähenfüße, Bludenz/Austria 1999 - Hoffnung, Bludenz/Austria 1999 - Wie neugeboren, Bludenz/Austria 1999 - Heimlich, Bludenz/Austria 1999 - Nach den Spielen, Bludenz/Austria 1999 - Erste Schritte, Bludenz/Austria 1999 - Verletzungen, Bludenz/Austria 1999 - Ohne den Lärm, Bludenz/Austria 1999 - Hexen heutzutage, Bludenz/Austria 1999 - Ach, Loreley, Bludenz/Austria 1999 - Rückzug, Bludenz/Austria 1999 - Behinderung, Bludenz/Austria 1999 - Blut ist im Schuh, Bludenz/Austria 1999 - Umfrage, Bludenz/Austria 1999 - Das ist der Gipfel, Bludenz/Austria 1999 - Trost, Bludenz/Austria 1999 - In Amerika leben, Bludenz/Austria 1999 - Ach, wie gerne, Bludenz/Austria 1999 - Ausfallstraßen, Bludenz/Austria 1999 - Drohung, Bludenz/Austria 1999 - An der Gedenkmauer, Bludenz/Austria 1999 - Leichtsinnig, Bludenz/Austria 1999 - Alle Nothelfer, Bludenz/Austria 1999 - Erst zwei Zeilen, Bludenz/Austria 1999 - Das Schiff vertäut, Bludenz/Austria 1999 - Vom Licht schreiben, Bludenz/Austria 1999 - Ein Druckfehler, Bludenz/Austria 1999 - Wie atmen, Bludenz/Austria 1999 - Aus dem Traum heraus, Bludenz/Austria 1999 - Dienst nach Vorschrift, Bludenz/Austria 1999 - Wie die Zeit vergeht, Kronach 2000 - Lorcas Land, Cuevas del Almanzora/Spanien 2000 - El pais de Lorca, Cuevas del Almanzora/Spanien 2000 - Wolken unter mir, Bochum 2000 - Den Himmel teilen, Rudolstadt 2000 - Träumereien II, Kronach 2000 - Wie eine Reise, Göttingen 2000 - Der verlorene Traum, Otuara/Spanien 2000 - Zeit/los Fort/schritt Schritt/weise, Reichenberg 2000 - Hinter einer Atemspur, Rausdorf 2001 - Scheinbar von Kindern bewegt, Rausdorf 2001 - Am Grashalm ein Tautropfen, Mainaschaff 2001 - Rinder würden gerne, Bludenz/Austria 2001 - Wahre Künstler, Bludenz/Austria 2001 - Ein blauer Montag, Marktleuthen 2001 - Zwei 1, Nürnberg 2001 - Vom Gewicht der Stille, Bludenz/Austria 2001 - Ginkgo, Bludenz/Austria 2001 - Bruchstellen zwischen Land und Meer, Mainaschaff 2001 - 90 – 60 – 90, Berlin 2001 - In jeder Stadt, Bludenz/Austria 2001 - SCHUH-lische Betrachtungen, Mainaschaff 2001 - Vorfahrt für Schmetterlinge, Hartkirchen 2001/2002 - Nebel-Geschäfte, Coburg 2002 | - Über die Jahre, Kronach 2002 - Beschwingt gehe ich, Kronach 2002 - Die sieben sprichwörtlichen Leben, Bludenz/Austria 2002 - Augenblicksschatten, Nürnberg 2002 - Engel Transparent, Nürnberg 2002 - Tag-Engel, Nürnberg 2002 - Nachtengel, Nürnberg 2002 - Nachtengel 2, Nürnberg 2002 - Immerzu schwören, Nürnberg 2002 - Liebeskummer, Nürnberg 2002 - Engel-Bausätze, Nürnberg 2002 - Engel-Splitter, Nürnberg 2002 - Engel aus der Erinnerung, Nürnberg 2002 - Über Wasser halten, Linz-Wien/Austria 2002 - Flattergeräusche, Rausdorf 2002 - Restrisiko, Bludenz/Austria 2002 - Angels translucent, Nürnberg 2003 - Eine Feder bleibt, Berlin 2003 - Angenommener Horizont, Rausdorf 2003 - Keine Zeile – not a single line, Nürnberg 2003 - Schatten der Engel, Bargfeld 2003 - Schon wieder verschnupft?, Berlin 2003 - Wir schlagen die Sätze, Bludenz/Austria 2003 - Tagebuch 2003 – Wilhelm Schramm, Bludenz/Austria 2003 - Ein wertvoller Schatz, Kronach 2003 - Schwierige Übung, Kronach 2004 - Proof – Beweis, Bludenz/Austria 2004 - Fast wie Froschkönig, Berlin 2004 - Wortschichten, Nürnberg 2004 - Windschatten, Nürnberg 2004 - Flügellos, Nürnberg 2004 - Geflickt verknotet, Bludenz/Austria 2004 - Erinnerungsgold, Mitwitz 2004 - Wortschichten 1, Nürnberg 2004 - Stuttgarter Allee 31, Garching 2004 - Engelgedichte, Nürnberg 2004 - Vom Engel bestochen, Nürnberg 2004 - Aus der Erinnerung, Nürnberg 2004 - Liebeskummer II, Nürnberg 2005 - Schatten der Engel II, Nürnberg 2005 - Keine Zeile II, Nürnberg-Taiwan 2005 - Nix wie Weg, Lindenberg/Pfalz 2005 - Weiße Flecken, Bludenz/Austria 2005 - Gläserne Engel, Nürnberg 2005 - Baugrubentaucher, Berlin 2005 - Tausend Engelszungen – thausand angels’ tongues, Nürnberg 2005 - Im Schweigen wohnen Engel, Nürnberg 2005 - Wahre Künstler, Bludenz/Austria 2005 - Wenn Du, Bludenz/Austria 2005 - Tschernobyl I, Nürnberg 2006 - Tschernobyl II, Nürnberg 2006 - Tschernobyl III, Nürnberg 2006 - Tschernobyl IV, Nürnberg 2006 - Tschernobyl V, Nürnberg 2006 - Der Wind wird sichtbar, Bludenz/Austria 2006 - Staune mit mir, Nürnberg 2006 - Dort wachsen Wolken, Baruth 2006 - Auf dem Jakobsweg, Bludenz/Austria 2006 - Dieses Angebot Hoffnung, Bludenz/Austria 2006 - Niemals schlafen, Bludenz/Austria 2006 - Regenwolken, Bludenz/Austria 2007 - Ohne Probleme, Kronach 2007 - Kulturbeutel, Kronach 2007 - Nacht Schmetterlinge, Elsterberg 2007 - Wortschatten II arabic Band 1, Nürnberg 2008 - Engelschatten II arabic Band 2, Nürnberg 2008 - Tausend Engelszungen arabic Band 4, Nürnberg 2008 - Briefe 2 Künstlerbuch, Bludenz/Österreich, 2008 - Aus einem vergessenen Traum, Bludenz/Österreich, 2008 - Kreiderändern Künstlerbuch, Bludenz/Österreich, 2008 - Nur Rückenschwimmen, Werkstattedition, Autrachtal 2008 - Eine Spur Wassertropfen, Nürnberg 2008 - Schatten der Engel, Kronach 2008 - Fussspuren des Glücks, Rudolstadt 2008 - Heringsaugen, Aurachtal 2008 - Horizont verschwimmt, Baruth-Glashütte 2008 - NeVer SleePinG (deutschsprachige Ausgabe) Freipresse Bludenz/Austria 2008 - NeVer SleePinG (Englische Ausgabe), Freipresse Bludenz/Austria 2008 - Tauben und Türme, Albrecht-Dürer-Galerie, Nürnberg 2008 - E.T.A. Hoffmann: Bamberg good-bye, NEUE CRANACH PRESSE Kronach 2009 - Daz ist der Nibelungen not 1, Freipresse Bludenz/Austria 2009 - Rückzug, woodcuts Freipresse Bludenz/Austria 2009 - Aus einem Traum heraus, woodcuts Freipresse Bludenz/Austria 2009 - 30 Jahre Amortisation, éditions trèves, Trier 2009, ISBN 978-3-88081-506-3 - Leicht gegen den Wind gelehnt, Verlag E. Gallinge Baruth-Glashütte 2009, ISBN 978-3-939097-09-9 - Bleibt ein Geheimnis – stamps on paper –, Freipresse Bludenz/Austria 2009 - Einen leeren Raum – overprint I, Freipresse Bludenz/Austria 2009 - Wind flüstert im Schilf, Verlag E. Gallinge, Baruth-Glashütte, 2009, ISBN 978-3-939097-10-5 - GINGKO, mit dreizeiligen Kurzgedichten und Original-Farbholzschnitten von W. Schramm, Freipresse, Bludenz/Austria 2009 - Wortlos liefern wir uns aus, Buchmessebuch, Frankfurt 2009 - Cesaro 1, Engelgedichte in deutsch und türkisch, Nürnberg 2009 - Cesaro 2, Engelgedichte in deutsch und türkisch, Nürnberg 2009 - GINGKO mit Drucken, Freipresse Bludenz/Austria 2009 - Nordland-Kalender mit Alfred Hertrich, Bludenz/Austria 2009 - Zweijahres-Kalender 2010/2011 mit KP Muller, Kronach 2009 - Vom Sofa aus, Freipresse Bludenz 2009 - Wind flüstert im Schilf, Baruth-Glashütte 2009 - Ein Albtraum, Konzeptbücher 1, Freipresse Bludenz 2009 - Briefe 3, Freipresse Bludenz 2010 - Wie atmen, Freipresse Bludenz 2010 - Korrespondenz eröffnet, Freipresse Bludenz 2010 - Kein einziger Wunsch, Konzeptbücher, Bludenz 2010 - Nachrichten für wenige, II, Konzeptbücher, Bludenz 2010 - Hoffnung-Haufnongk, starkdeutsche Fassung, Gedichte, Kronach 2010 - Erfundene Schmetterlinge, Gedichte, Kronach 2010 - Cu Lungi Cuitte, Rumän. Fassungen von S. Nichiteanu, Kronach 2010 - Üvegangyalok-Gläserne Engel, ungarische Fassung, Gedichte, Kronach 2010 - Verfolger, Konzeptbücher, Freipresse Bludenz 2010 - Verbrannte Füße, Konzeptbücher, Freipresse Bludenz, 2010 - Emotion/Daz ist der Nibelungen Not, Gedicht, Freipresse Bludenz 2010 - Kleine Hexerei, Kronach 2010 - Wie die Tage fliehn, Bochum 2010 - Das ist der Nibelungen Not IV – V, Freipresse Bludenz 2010 - Herz eines Vogels, Edition Thurnhof, Hof/Österreich 2010 - Obwohl frisch geölt, Athena Verlag Oberhausen, 2010 - Daz ist der Nibelungen not VI, Freipresse, Bludenz 2010 - Geklaute Kirschen, Edition AUSSERHALB, Kronach 2010 - Wenn Katzen streiken, Edition Eigensinn, Baruth 2010 - Echolos, Ichverlag Häfner & Häfner, Nürnberg 2010 - Speck oder Käse, Edition Eigensinn, Baruth 2010 - Augenblicksbilder, Nordlandkalender Kollerer, Weiden 2010 - Himmel berührt Erde, Kalander 150 Jahre Christuskirche, Kronach 2010 - Fuji-san I, Freipresse, Bludenz 2011 - Vergessen, Freipresse, Bludenz 2011 - Noch schweigen Schnecken, Edition AUSSERHALB, Kronach 2011 - Auf Bleistiftspuren, Edition Eigensinn, Baruth 2011 - Briefe 4, Freipresse, Bludenz 2011 - Fischträume, ICHverlag Häfner & Häfner, Nürnberg 2011 - Wo die Weite wohnt, Edition AUSSERHALB, Kronach 2011 - Nix wie (Jakobs) weg, Freipresse, Bludenz 2011 - Geträumte Sommer, Edition AUSSERHALB, Kronach 2012 - Bewegte Stille, Freipresse, Bludenz/Austria 2012 - Briefe 5, Künstlerbuch, Freipresse, Bludenz/Austria 2012 - Unter dem Weiß ein Haiku, Edition Eigensinn, Baruth-Glashütte 2012 - Schweigen vereinbart, Edition AUSSERHALB, Kronach 2012 - Briefe 6, Künstlerbuch, Freipresse, Bludent/Austria 2012 - Freischwimmer, Edition AUSSERHALB, Kronach 2012 - Ohne zu überlegen, Edition AUSSERHALB, Kronach 2012 - Eingemeißelt, Edition Häfner & Häfner, Nürnberg 2012 - Den Ball flach halten, Edition AUSSERHALB, Kronach 2012 - Geöffnete Feldpostbriefe, Künstlerbuch, Freipresse, Bludenz/Austria 2012 - Karpfengesichter, Edition AUSSERHALB, Kronach 2012 - Über alle Hürden, Edition Häfner & Häfner, Nürnberg 2012 - Vergeblich die Warnungen, Politische Gedichte, footura black edition, Itzehoe 2012 - Ich atme Schweigen, Künstlerbuch, Freipresse, Bludenz/Austria 2012 - Geklaute Kirschen, zur Ausstellung W. Bauer, Haiku-Form, Neue Cranach Presse, Kronach 2013 - Länder gibt es, Lyrik, Freipresse, Bludenz/Österreich 2013 - Ich atme Schweigen, Lyrik, Blutens/Austria: Freipresse, 2013 - Verbrannte Füsse II, Bludenz/Austria, 2013 - Immer bei Abschieden, Totentänze Heft 8, Edition Lebensretter, Berlin & Leipzig, 2013 - Himmel voller Engel, IchVerlag Häfner & Häfner, Nürnberg 2013 - Fischgesänge, Gedichte zu Radierungen, Neue Cranach Presse, Kronach 2013 - Verbrannte Füße II, Lyrik, Freipresse, Bludenz/Österreich 2013 - Aus dem Schatten der Engel, Einzelgedichte aus 25 Jahren, édition trèves, Trier 2013 - Himmel voller Engel, Lyrik, ICHverlag Häfner & Häfner, Nürnberg 2013 - Übungen, Gedichte, Freipresse, Bludenz/Österreich 2013 - Aus dem Traum heraus, Gedichte 2014, FREIPRESSE Bludenz/Austria - Erinnerungsglück, Haiku 2014, NEUE CRANACH PRESSE, Kronach - Verbrannte Worte, Gedichte 2014, FREIPRESSE Bludenz/Austria - Tauben erzählen, Haiku 2014, Edition AUSSERHALB, Kronach - Mit den Fingern schreiben, Gedichte 2014, FREIPRESSE Bludenz/Austria - Weiherfischer, Haiku 2014, Edition 28, Georgensgmünd - Tief in das Schweigen, Haiku 2014, FREIPRESSE Bludenz/Austria - Offenes Geheimnis, Haiku 2014, Werkstattedition Karapidis, Erlangen - Der Weg ist der Sinn, Haiku 214, Japanisches Labyrinth-Faltbuch, FREIPRESSE Bludenz/Austria - Mitlesebuch 123, Gedichte 2014, APHAIA-VERLAG, Berlin - Manchmal ein Wunder, Haiku 2014, Zerschnittenes Buch, FREIPRESSE Bludenz/Austria - Aphorismen, 2014, Spezipresse und ICHverlag, beide Nürnberg - Unter Engelszungen, Gedichte 2014, Edition Häfner & Häfner, Nürnberg - Auf Schiefertafel, Haiku 2014, DREIER-PRESSE, Elsterberg - Hinterher träumen, Haiku 2014, Edition Wasser im Turm, Berlin - Eine schöne Leich` Kriminalhaiku 2014, éditions trèves, Trier - Beschreibung des Glücks, Bludens/Austria, Freipresse 2015 - Schatten der Rabenschreie, Bludens/Austria, Freipresse 2015 - Briefe-Haiku, Bludens/Austria, Freipresse 2015 - Leimruten, Bludens/Austria, Freipresse 2015 - Ginkgo, Bludens/Austria, Freipresse 2015 - Ein Nebelmantel, Mainz, Edition Grebner, 2015 - Aus tiefer Stille, Sonnenberg-Presse, Lemberg 2015 - Brief vom 20. Juli 1856, Bludens/Austria 2015 | - Briefe Fantasy, Haiku, Bludens/Austria, Freipresse 2015 - Aus langen Briefen, Bludens/Austria, Freipresse 2015 - Spiegel Fantasy, Bludens/Austria, Freipresse 2015 - Ausatmen geübt, Unikareihe – digital, Blutens/Austria 2015 - Augenblicke des Glücks, Haiku über Island, Neue Cranach Presse, Kronach 2015 - Die Wolken so nah, Edition Ausserhalb, Kronach 2015 - Immer Richtung Glück, Edition Ausserhalb, Kronach 2015 - Es beflügelt mich, Edition Ausserhalb, Kronach 2015 - Erwartung, Edition digital, Blutens/Austria, 2015 - Ertrunkene Buchstaben, ICHverlag Häfner & Häfner, Nürnberg 2015 - Ausatmen geübt, Bludens/Austria 2015 - Weisse Raben, Bludens/Austria 2015 - Der Fuchs ist tot, Bludens/Austria 2015 - Schokoladenmun, Werkstatt Kerkhoff, Oppenheim 2015 - Bleibt ein Geheimnis, Bludens/Austria 2015 - Nachrichten für wenige, Blutens/Austria 2016 - Brandung kühlt, Bludens/Austria 2016 - Fangschuss, Bludens/Austria 2016 - Papierkunst, Bludens/Austria 2016 - Dass mir der Atem stockt, Bludens/Austria 2016 - Babylon, Bludens/Austria 2016 - Ich überhole, Bludens/Austria 2016 - Schiffe versenken, Bludens/Austria 2016 - Es schmerzt beim Lachen, Bludens/Austria 2016 - Besingen, Freipresse, Bludens/Austria 2016 - Ich bin der Schönste, Edition Ausserhalb, Kronach 2016 - Stieglitz I, Papierkunst, Haiku, Freipresse, Bludens/Austria, 2016 - In Netzen verstrickt, Edition Ausserhalb, Kronach 2016 - Stieglitz III, Haiku, Freipresse, Bludens/Austria, 2016 - Übung, Bludens/Austria, Gedicht, Freipresse, 2016 - Vor Leichtigkeit, Freipresse, Bludens/Austria, 2016 - Meine Gedichte sind Käfige, Gedicht, Freipresse, Bludens/Austria 2016 - Weisse Schnürstiefel, Gedicht, IchVerlag Häfner & Häfner, Nürnberg 2016 - Gingko, Flaggenbuch, Haiku, Freipresse, Bludens/Austria 2016 - Gingko II, Flaggenbuch, Haiku, Freipresse, Bludens/Austria 2016 - Auf der Schreibmaschine gehämmert, Freipresse, Bludens/Austria 2016 - Gingko im Herbst, Flaggenbuch, Haiku, Freipresse, Bludens/Austria 2016 - In Gelassenheit durchs Jahr, Haiku, Freipresse, Bludens/Austria 2016 - Mit Haiku durchs Jahr, Haiku, Freipresse, Bludens/Austria 2016 - Gespielte Welt, Kalenderformat, Freipresse Bludens/Austria 2016 - Gottesanbeterin, Leporello, Gedichte, Freipresse, Bludens/Austria 2016 - Im Sekundentakt, Gedichte Fächeredition, Haiku, Freipresse, Bludens/Austria 2016 - Falten malt der Wind, Haiku, Edition Ausserhalb, Kronach 2016 - Gespiegelte Welt, Haiku, Werkstatt-Edition, Forchheim 2016 - Gold Haiku, Freipresse, Bludens/Austria 2016 - Kreidestaub. Gedichte. Mit Linolschnitten von Steffen Büchner, Lyrik-Edition NEUN, Bd. 41, Verlag der 9 Reiche Berlin, 2025, ISBN 978-3-948999-41-4. |
| | | |

### Herausgeberschaften
| - Nachrichten für Wenige, Kronach 1976 - Begegnung, Kronach 1976 - Ich höre eine Birke weinen, Hanau 1981 - Annäherungen, Hanau 1981 - Am Ende der Flüsse, Hanau 1983 - Nie Stille steht die Zeit, Schweinfurt 1987 - Oberfranken 1988, Neudrossenfeld 1987 - LiteraTour II, Kronach 1990 - Oberfranken 1992, Bamberg 1991 - Weit hinausschwimmen, Bludenz/Austria 1995 - Nur 17 Silben, Bludenz/Austria 1995 - Stunden auf einem Hügel, Kronach 1996 - Gleich hinter dem Moor die Welt, Kronach 1996 - Des Waldes Kinderstube, Kronach 1996 - Unterwegs zum Ziel, Bludenz/Austria 1996 - Eine Handvoll Zeit, Kronach 1997 - Wipfel unter uns, Kronach 1997 - Ohne Quartier für die Nacht, Bludenz/Austria 1997 - Der Weg zum Gipfel, Kronach 1997 - Toni Kurz „Juli-August 1992“, Bludenz/Austria 1998 - Im Haus der Wörter, Kronach 1998 - Rabengekrächze, Berlin 1998 - Es regnet Blüten, Kronach 1998 - Tage im April, Kronach 1998 - Weg der Poesie, Kronach 1998 - Sichelspuren, Kronach 1998 - Verwirrter Kompass, Kronach 1998 - Ansichts / Ja / Karten, Kronach 1998 - Farbenrausch im Herbst, Kronach 1998 - .. und wir verweilen, Kronach 1998 - Morgentau perlt ab, Kronach 1998 - Rettungsschwimmer, Kronach 1998 - Spuren aus dem Kreis, Kronach 1999 - Zeit zum Nachdenken, Kronach 1999 - Nachbars Katze maunzt, Kronach 1999 - Die Sprache der Spiegel, Kronach 1999 - Endlose Weite im Blick, Kronach 1999 - Körperlandschaften, Kronach 1999 - Loslassen können, Kronach 1999 - Mit leichtem Gepäck, Kronach 1999 - Im Gras die Hände, Kronach 1999 - Zusammenhänge, Kronach 2000 - Sommer in der Stadt, Kronach 2000 - Groschen gefallen, Kronach 2000 - Der Sommer verglüht, Kronach 2000 - Auf blauen Wegen, Kronach 2000 - Grenzenloser Blick, Kronach 2000 - Der Augenblick zählt, Kronach 2000 - Venedig-Entlastungs-Projekt, Kronach 2000 - Weite überall, Kronach 2001 - Farbe bekennen, Kronach 2001 - Wie Schnee von gestern?, Kronach 2001 - Käfig auf der Schulter, Kronach 2001 - Treffen in Bramsche, Kronach 2001 - Launen des Windes, Kronach 2001 - Wie die Zeit vergeht, Kronach 2001 - KUNSTstoffSTADTmünchberg, Kronach 2001 - Wünsdorfer April, Kronach 2002 - Die Frühlingssonne wandert, Hartkirchen 2002 - Raps im Sonnenschein, Kronach 2002 - Weg der Poesie 2, Kronach 2002 - Ein Koffer voller Träume, Kronach 2002 - Schreib ich in taumelnder Lust, Kronach 2002 - Schreib ich in taumelnder Lust 2, Kronach 2002 - An Wolken angelegt, Berlin-Friedrichshagen 2002 - Fortunato Securo, Berlin-Friedrichshagen 2002 - Tanze in den Herbst, Kronach 2002 - Reifbedecktes Land, Kronach 2002 - Nur ein Atemzug, Kronach 2002 - Suche nach Worten, Kronach 2003 - Gefühlte Natur, Kronach 2003 - Bewegte Stille, Kronach 2003 | - Auf den Weg schreiben, Kronach 2003 - Ich träume deinen Rhythmus…, Kronach 2003 - Ein Nebelmantel, Kronach 2003 - Jetzt zurück blicken, Kronach 2003 - Rundherum Blätter, Kronach 2003 - Horst Böhm – ein Maler aus Kronach, Kronach 2003 - Losgelöst vom Tag, Kronach 2004 - Wir brauchen keine Trauer, Kronach 2004 - Erna Hahn – wer wog die Träume, Kronach 2004 - Treffen mit Freunden, Kronach 2004 - Von der Burg herab, Kronach 2004 - Und wir wolkennah, Kronach 2004 - Das Gewicht des Glücks, Kronach 2004 - Auf Cranachs Spuren, Kronach 2004 - Dem Himmel so nah, Kronach 2004 - Tanz durch die Pfützen, Kronach 2004 - Novembertage, Kronach 2004 - Steine erzählen, Kronach 2004 - Ganz in Gedanken, Kronach 2004 - Möwen wissen es, Kronach 2005 - Der Klang der Kugeln, Berlin 2005 - Du lebst deinen Traum, Kronach 2005 - … und Kronach blüht auf, Kronach 2005 - Gedanken verstreut, Kronach 2005 - Bedenkt, Kronach 2005 - Dass ich nicht lache, Kronach 2005 - Ein Blätterteppich, Kronach 2005 - Im Laufe der Zeit, Kronach 2005 - Johann Kaspar Zeuß, Kronach 2005 - Märchenhaftes, Kronach 2006 - Ein steiniger Weg, Kronach 2006 - Die Burg wirft Schatten, Kronach 2006 - Gewonnene Zeit, Kronach 2006 - Ein neues Märchen, Kronach 2007 - … vergeht im Fluge, Kronach 2007 - weg zur langsamkeit, Kronach 2008 - … auch ohne flügel, Kronach 2008 - die zeit rennt davon, Kronach 2008 - in wolkennähe, Kronach 2008 - sichtbarer atem, Kronach 2008 - Himmel wolkenlos, Kronach 2009 - Warte geduldig, Kronach 2009 - Baumschatten wandern, Missis Sippi, Bootshaus Verlag 2009 - Das ist der Nibelungen not 1, Bludenz/Austria 2009 - Das ist der Nibelungen not 2, Bludenz/Austria 2009 - Leicht gegen den Wind gelegt, Baruth-Glashütte 2009 - HolzART I-XIII, Dokumentation des internationalen Kunstprojekts ergänzt durch Nr. XIII und Text in Englisch, Kronach 2010 - Horst Böhm – ein Maler aus Kronach V, Ausstellungskatalog, 2010 - Bei Licht betrachtet, internationale Anthologie, Kronach 2010 - Und die Luft zittert, Missis Sippi, Bootshaus Verlag, Kronach 2010 - Alltag vergessen, Neue Kranach Presse, Kronach 2010 - Internationaler Lucas-Cranach-Preis 2011, Katalogbuch Deutsch/Englisch, Neue Kranach Presse, Kronach 2011 - Dichters Landschaften, Neue Kranach Presse, Kronach 2011 - Schönwetterlage, Missis Sippe, Bootshaus Verlag, Kronach 2011 - Lebenszeit verschenkt, Neue Kranach presse, Kronach 2011 - Nur Wetterleuchten, Neue Kranach Presse, Kronach 2012 - In siebzehn Silben, Neue Kranach presse, Kronach 2012 - Zeitweise Stille, Neue Cranach Presse, Kronach 2012 - Markt Platz Westhagen, Neue Cranach presse, Kronach 2012 - Melodie im Text, Neue Cranach presse, Kronach 2012 - Vom Wind getragen, Missis Sippi Bootshaus Verlag, Kronach 2012 - Geschriebene Welt, Haiku von Artur Kolditz, Neue Kranach Presse, Kronach 2012 - Was kann schöner sein, Neue Cranach Presse, Kronach 2014 - Im Ohr … Dein Schweigen, Neue Cranach Presse, Kronach, 2013 - Vergeudete zeit, Neue Cranach Presse, Kronach 2013 - Herbstlicht wirft Schatten, MISSIS SIPPI bootshaus verlag, Kronach 2013 - Verwirrt die Sinne, Neue Kranach Presse, Kronach 2013 - Küps – die Schlössergemeinde, Verlag de la Porte, Küps 2013 - Worte bewegen, NEUE CRANACH-PRESSE KRONACH - Mit Silben gemalt, NEUE CRANACH-PRESSE KRONACH - Nur der Moment bleibt, NEUE CRANACH PRESSE KRONACH - Der Mond schreibt Liebesbriefe, Gedichte von Margret Biedermann, NEUE CRANACH PRESSE KRONACH - Im Koffer … Fernweh, NEUE CRANACH PRESSE KRONACH - Worte bewegen, Neue Cranach Presse, Kronach 2014 - Der Mond trägt Locken, Neue Cranach Presse, Kronach 2015 - Am Lebensfaden, Neue Cranach Presse, Kronach 2015 - Mit Haiku durchs Jahr, Neue Cranach Presse, Kronach 2015 - Auf kleiner Flamme, Neue Cranach Presse, Kronach 2015 - Im leichten Ostwind, Edition Ausserhalb, Kronach 2016 - Ein gutes Gefühl, Neue Cranach Presse, Kronach 2016 - Gedanken schweifen, Neue Cranach Presse, Kronach 2016 - Die Zeit sitzt im Glas, Neue Cranach Presse, Kronach 2016 - Wohin des Weges, Neue Cranach Presse, Kronach 2016 - Bei aller Liebe, Neue Cranach Presse, Kronach 2016 - Mein Kopfkissenbuch, Neue CranacNh Presse, Kronach 2016 |
| | |

### Grafik-Text-Mappen und -Kassetten
| - Während die Lachmöwen über dem Haus, Wilhelm Schramm, Hanau 1980 - Ludwig oder Die Deutung der Goldfischsprache, Werner Götz, Hanau 1981 - Dedswischennaigegnüädschd, Heinrich Schreiber, Kronach 1988 - Liebesbriefe, Robert Reiter, Lichtenfels 1993 - Hochsprung, Robert Reiter, Lichtenfels 1993 - Schneckentreiber, Werner Götz, Kulmbach 1993 - Wo bleibt mein Trainer, Bert Kallenbach, Alfeld 1996 - Wir machen Druck, Wilhelm Schramm, Hildburghausen 1996 | - Fußwege, Robert Reiter, Untersiemau 1997 - Walserwege, Robert Reiter, Untersiemau 1998 - … nach Santiago, Robert Reiter, Untersiemau, 1998 - Immerzu schwören, Peter Zaumseil, Elsterberg, 2000 - Schritte, Margreth Hirschmiller-Reinhard, Reichenberg 2000 - Mitten in der Schonzeit, Horst Böhm, Kronach 2004 - Grafik der Stille, Kollerer, Neustadt Waldnaab 2012 |
| | |

### Grafik-Text-Kalender
| - Schnittpunkte, Hanau 1980 - Gedankenflüge, Hanau 1981 - Stadtträume, Hanau, 1982 - Lebenslinien, Hanau 1983 - Landstriche, Hanau 1984 - Fingerübungen, Hanau 1985 - Schattenspuren, Hanau 1986 - Erinnerungspläne, Hanau 1987 - Fingerschrift, Hanau 1988 - Wortschatten, Hanau 1989 - Atem holen, Weiden 1995 - Traumpfade im Kopf, Weiden 1997 - Wege zur Mitte, Weiden 1998 | - Gelassenheit wächst, Mitwitz 1998 - Stille wird hörbar, Weiden 1999 - Der Himmel greifbar, Weiden 2000 - Gemalte Sehnsucht, Mitwitz 2001 - Nordlandbilder Kanada, Hof, 2001 - Zwischen Wasser und Himmel, Weiden 2002 - Scheinbare Stille, Weiden 2003 - Vernetzte Träume, Neustadt/Waldnaab 2004 - Wie Stille atmet, Mitwitz 2004 - Auf den Punkt gebracht, Pocking 2005 - Unter den Wolken, Weiden 2006 - Nach vorne blicken, Weiden 2007 - Ohne viel Worte, Weiden 2008 - Islandkalender 2014, zus. mit Florian Trykowski, Eldey, Nürnberg 2013 |
| | |

### Plakat-Gedichte
- Nach Hause, Erlangen 1986
- Zeichensprache, Hersbruck, 1986
- Im Krankenbett, Erlangen 1987
- Heimweh, Essen 1988
- Lachmöwen, Essen 1988
- Untermieter, Essen 1988
- Fehlstart, Erlangen 1989
- Vermeidung von Fliegenköpfen, Bergen NH/Niederlande 1997
- Exorzismus, Osnabrück 1999
- Unglücksrabe, Nürnberg 2000
- Die Fingernägel, Nürnberg 2002
- Grüße aus Kabul, Kronach 2002
- Die letzte Strophe, Nürnberg 2004
- Brückenschlagen, Pocking 2004
- Auf Spurensuche, Pocking 2005

### Stücke
- Gell Tante, Theater Gera und Altenburg 2001
- Luther in Coburg, Calderon Festspiele Bamberg 2007
- Fast eine Verwechslung – eine Tragikomödie, 2013

### Zweisprachige Ausgaben
- Mit langen Messern – Cu lungi Cutite, Deutsch-Rumänisch, Neue Cranach Presse, Kronach 2012
- Üvegangyalok – Gläserne Engel, Deutsch-Ungarisch, Neue Cranach Presse, Kronach 2012
- Doar inima-mi – Nur ein Hern, Deutsch-Rumänisch, Neue Cranach Presse, Kronach 2012
- Über Wasser halten – Pe linia de plutire, Deutsch-Rumänisch, Neue Cranach Presse, Kronach 2012
- Flügellos – Sen Flugiloj, Deutsch/Esperanto, Neue Cranach Presse, Kronach 2013

## Vertonungen
Kompositionen
- Herbert Baumann: Vom Frieden. Schweinfurt 2002
- Gerhard Deutschmann:

- Drei Lieder für Bariton und Klavier. Ahorn 1985
- Nachdenkliche Lieder. 1996
- Besser ist es, Fernzusehen. Ahorn 1997
- Sechs Miniaturen für Flöte und Klavier. Ahorn 1997
- Engel-Gesänge. Köln 2004

- Wolfram Graf: Über alle Hürden (op. 163; 2008) für Sopran und Klavier. UA 22. Mai 2009 Bamberg (E.T.A.-Hoffmann-Theater, Harmoniesaal)
- Horst Lohse:

- Drei Lieder (2006) für Sopran und Akkordeon. UA 26. Januar 2007 Bamberg (Neues Palais). Irene Kurka (Sopran), Stefan Hippe (Akkordeon)

1. Friedenstauben – 2. Landschaft mit Vogelscheuchen – 3. Weiße Raben
- Fischgesänge (2012/13). Rezital für Sprechstimme und Gitarre (Texteinrichtung für Musik: Michael Herrschel). UA 9. März 2013 Kronach (Synagoge). Michael Herrschel (Sprecher), Gernot Hammrich (Gitarre)

1. Nächtliches Bad – 2. Hilfe für den Schwachen – 3. Übermütige Fische – 4. Turm der Fische – 5. Eilige Rückkehr – 6. Trauriges Ende – 7. So tief geritzt
- Willy Müller: Gesang vom Frieden. Heidelberg 1983
- Martin Peetz: Engel & Heilige. CD. Nürnberg 2004
- Arash Safaian: Presse die Muschel. Pegnitz 2001
- Bernd Schellhorn:

- Kleinanzeige / Zweideutig / Unser Feind. Mitwitz 1986
- Mitten in der Schonzeit. Mitwitz 2004

- Lorenz Trottmann:

- In einem Augenblick (2013) für Sopran, Holzblasquintett und Klavier. UA 7. Mai 2014 Nürnberg (Heilig-Geist-Saal). Khrystyna Pichkurenko (Sopran), Shiahn Baek (Flöte), Linda Zobel (Oboe), Julia Miller (Klarinette), Samuel Hartung (Horn), Shunsuke Ohmori (Fagott), Lorenz Trottmann (Klavier), Benedikt Ofner (Dirigent)
- Totentanz (2014/15) für Sopran, Viola, Posaune und Schlagzeug. UA: 29. April 2015 Nürnberg (Heilig-Geist-Saal). Assumpta Munsi (Sopran), Anna Hoffmann (Viola), Lorenz Trottmann (Posaune), Ferdinand Seidl (Schlagzeug)

- Dietmar Ungerank:

- Vier Bagatellen für Gitarre Solo. Berlin 1992
- Hommage. CD. Berlin 1994

Improvisationen
- Jazz & Lyrik. Jazzimprovisationen. Alfred Hertrich (Gitarre), Wilfried Lichtenberg (Kontrabass), Ingo Cesaro (Lesung). Wilfried Lichtenberg, Kotzenaurach 2008